# Circles (Pierce-the-Veil-Lied)
Circles ist ein Lied der US-amerikanischen Rockband Pierce the Veil aus dem Jahr 2016. Es wurde am 26. April 2016 über Fearless Records veröffentlicht.

## Hintergrund
Das Lied behandelt das Massaker im Bataclan-Theater während der Terroranschläge am 13. November 2015 in Paris. In einem Interview mit Radio.com gab Sänger Vic Fuentes weitere Details zur Erarbeitung des Stückes bekannt. Er sagte, dass er sich beim Schreiben des Liedtextes vorgestellt habe, wie es wäre, wenn er und seine Freunde in eine derartige Situation geraten würde. Der Hintergrund für das Schreiben des Liedes war die Aussage der im Bataclan auftretenden Band Eagles of Death Metal, dass einige Konzertbesucher versucht haben, ihre Freunde vor den Attacken der Terroristen zu schützen.
In einem Interview hieß es, dass Vic Fuentes daran dachte, den Refrain des Liedes komplett umzutexten. Allerdings riet Gitarrist Tony Perry davon ab.

## Inhalt
Das Lied beschreibt eine fiktive Geschichte zweier Freunde, die versuchen, sich gegenseitig zu beschützen, als das Massaker während des Konzertes im Bataclan begann.

## Veröffentlichung
Das Lied wurde erstmals am 26. April 2016 in der Sendung von Annie Mac des britischen Radiosenders BBC Radio 1 gespielt. Dort wurde das Lied als Hottest Record In The World vorgestellt. Etwas später am selben Tag erschien die Single zunächst über die Videoplattform Youtube.
Am 15. Mai 2016 wurde Circles vom BBC Radio 1 zum Lied des Tages ausgewählt und erhielt daraufhin Airplay in allen Sendungen des Tages. In der Woche zum 25. Mai wurde das Lied schließlich auch für die US-amerikanischen Radiostationen freigegeben.
Am 27. April 2016 wurde das Lied erstmals live gespielt: bei einem exklusiven Konzert der Gruppe in einem Geschäft der HMV Group in London, Vereinigtes Königreich vor 300 Zuschauern. Am 27. Juni 2016 feierte das Lied in der Late-Night-Show Conan mit Conan O’Brien Fernsehpremiere. Bereits am 6. Juni 2016 wurde bekannt, dass die Musiker an einem Musikvideo zu dem Lied arbeiten in welchem TV-Ikone Matt Pinfield mitspielen soll. Allerdings stand zu diesem Zeitpunkt noch kein Veröffentlichungsdatum für das Video fest. Am 22. Juli 2016 wurde angekündigt, dass Video am 25. Juli 2016 auf MTV offiziell auszustrahlen.
Im März 2017 wurde angekündigt, dass das Lied im Spiel Rock Band VR von Harmonix spielbar sein wird.

## Musikvideo
Das Musikvideo mit einer Spieldauer von 5:15 Minuten wurde von Drew Russ – der bereits die Musikvideos King for a Day und Bulls in the Bronx der Band erarbeitete – produziert und am 25. Juli 2016 offiziell auf MTV erstmals ausgestrahlt.
Die Musiker ziehen über Nacht in ein heruntergekommenes Hotel, das von einem Greis, der von Matt Pinfield dargestellt wird, geführt wird. In ihrem Zimmer angekommen, bemerken sie die menschlichen Überreste von vermeintlich früheren Hotelgästen und gehen zur Rezeption, wo der Besitzer des Hotels – der in einer versteckten Kammer die Musiker beobachtet hat – den vier Gästen nach der Übergabe ihrer Pässe einen Drink serviert. Durch den Genuss des Gebräus verlieren die vier Freunde das Bewusstsein; später wachen sie in ihrem Zimmer auf. In einem versteckten Zimmer finden sie diverse Zeitungsartikel über das Verschwinden weiterer Musiker, darunter Sleeping with Sirens und All Time Low. Gemeinsam versuchen sie, das Hotel zu verlassen, und werden von diversen Hindernissen, die der Hotelbesitzer durch Betätigen von Schaltern aktiviert, daran gehindert. Nachdem sie die Hauptsicherungsanlage ausfindig machen konnten, zertrümmert Mike Fuentes diese mit einem Knochen. Gemeinsam fliehen sie aus dem Hotel. Am nächsten Morgen sieht man die vier Musiker in einem anderen Hotel frühstücken und fernsehen. Als die Nachrichten laufen, bemerken sie, dass der Hotelbesitzer noch immer die Pässe der Vier hat und sich scheinbar auf dem Weg nach San Diego macht.
Das Musikvideo basiert auf dem Horrorfilm Nothing But Trouble aus dem Jahr 1991.

## Erfolg
Bereits in den ersten 24 Stunden nach der Veröffentlichung des Liedes auf Youtube wurde es mehr als 100.000 mal angesehen. In den Hot Rock Songs Charts, ermittelt vom US-Magazin Billboard, stieg das Lied in der Woche des 28. Mai 2016 auf dem 40. Platz ein. Später sollte das Lied auf Platz 32 klettern. Das Lied wurde in der Kategorie Song of the Year für einen San Diego Music Award nominiert.

## Auszeichnungen für Musikverkäufe
| Land/Region               | Auszeichnungen für Musikverkäufe (Land/Region, Auszeichnung, Verkäufe) | Verkäufe |
| ------------------------- | ---------------------------------------------------------------------- | -------- |
| Vereinigte Staaten (RIAA) | Gold                                                                   | 500.000  |
| Insgesamt                 | 1× Gold ·                                                              | 500.000  |

## Rezeption
Leor Galil vom Rolling Stone schrieb, dass das Lied „tuckernde Metalcore-Riffs mit fegenden Arena-Rock-Melodien und süßlich klingendem Pop-Punk-Gesang miteinander verbinde.“ Lisa Vanderwyk bezeichnete Circles als das zentrale Stück des Albums, dass sowohl schlagfertige Töne als auch einen optimistischen Refrain und eine zuckersüße Bridge, welche die Entwicklung der Sensibilität für Popmusik-Strukturen der Musiker demonstriert, liefert.